# Qualifications pour la Coupe du monde de rugby à XV 2023
Navigation
Qualifications Coupe du monde 2019 Qualifications Coupe du monde 2027
Les qualifications pour la Coupe du monde de rugby à XV 2023 mettent aux prises des équipes nationales de rugby à XV afin de qualifier huit formations qui disputeront la phase finale avec les douze équipes qualifiées d’office.

## Les 20 qualifiés
Les trois premiers de chacune des quatre poules du premier tour de la Coupe du monde 2019, ainsi que le pays organisateur sont qualifiés d’office pour l’édition 2023. La France, pays organisateur, étant également arrivée dans les trois premiers de sa poule, 12 nations sont donc qualifiées d'office. Les huit autres tickets sont attribués via des qualifications continentales.
| Ordre de qualification | Équipe           | Qualifié en tant que                        | Date de qualification | Phases finales | Nb d'apparitions consécutives | Dernière participation | Meilleure performance passée                                           |
| ---------------------- | ---------------- | ------------------------------------------- | --------------------- | -------------- | ----------------------------- | ---------------------- | ---------------------------------------------------------------------- |
| 1                      | France           | Pays organisateur                           | 15 novembre 2017      | 10e            | 10                            | 2019                   | Finaliste (1987, 1999, 2011)                                           |
| 2                      | Afrique du Sud   | 2e de la poule B de la Coupe du monde 2019  | 8 octobre 2019        | 8e             | 8                             | 2019                   | Vainqueur (1995, 2007, 2019)                                           |
| 3                      | Argentine        | 3e de la poule C de la Coupe du monde 2019  | 9 octobre 2019        | 10e            | 10                            | 2019                   | 3e (2007)                                                              |
| 4                      | Fidji            | 3e de la poule D de la Coupe du monde 2019  | 9 octobre 2019        | 9e             | 7                             | 2019                   | Quart de finale (1987, 2007)                                           |
| 5                      | Australie        | 2e de la poule D de la Coupe du monde 2019  | 11 octobre 2019       | 10e            | 10                            | 2019                   | Vainqueur (1991, 1999)                                                 |
| 6                      | Nouvelle-Zélande | 1er de la poule B de la Coupe du monde 2019 | 12 octobre 2019       | 10e            | 10                            | 2019                   | Vainqueur (1987, 2011, 2015)                                           |
| 7                      | Angleterre       | 1er de la poule C de la Coupe du monde 2019 | 12 octobre 2019       | 10e            | 10                            | 2019                   | Vainqueur (2003)                                                       |
| 8                      | Irlande          | 2e de la poule A de la Coupe du monde 2019  | 12 octobre 2019       | 10e            | 10                            | 2019                   | Quart de finale (1987, 1991, 1995, 2003, 2011, 2015, 2019)             |
| 9                      | Italie           | 3e de la poule B de la Coupe du monde 2019  | 12 octobre 2019       | 10e            | 10                            | 2019                   | Phase de poules (1987, 1991, 1995, 1999, 2003, 2007, 2011, 2015, 2019) |
| 10                     | Pays de Galles   | 1er de la poule D de la Coupe du monde 2019 | 13 octobre 2019       | 10e            | 10                            | 2019                   | 3e (1987)                                                              |
| 11                     | Japon            | 1er de la poule A de la Coupe du monde 2019 | 13 octobre 2019       | 10e            | 10                            | 2019                   | Quart de finale (2019)                                                 |
| 12                     | Écosse           | 3e de la poule A de la Coupe du monde 2019  | 13 octobre 2019       | 10e            | 10                            | 2019                   | 4e (1991)                                                              |
| 13                     | Samoa            | Vainqueur de la zone Océanie                | 17 juillet 2021       | 9e             | 9                             | 2019                   | Quart de finale (1991, 1995)                                           |
| 14                     | Uruguay          | Vainqueur du tour 3 de la zone Amérique     | 9 octobre 2021        | 5e             | 3                             | 2019                   | Phase de poules (1999, 2003, 2015, 2019)                               |
| 15                     | Géorgie          | 1er de la zone Europe                       | 10 mars 2022          | 6e             | 6                             | 2019                   | Phase de poules (2003, 2007, 2011, 2015, 2019)                         |
| 16                     | Roumanie         | 2e de la zone Europe                        | 24 avril 2022         | 9e             | 1                             | 2015                   | Phase de poules (1987, 1991, 1995, 1999, 2003, 2007, 2011, 2015)       |
| 17                     | Namibie          | 1er de la zone Afrique                      | 10 juillet 2022       | 7e             | 7                             | 2019                   | Phase de poules (1999, 2003, 2007, 2011, 2015, 2019)                   |
| 18                     | Chili            | Vainqueur du tour 5 de la zone Amérique     | 16 juillet 2022       | 1re            | 1                             | aucune                 | aucune                                                                 |
| 19                     | Tonga            | Vainqueur du barrage Asie/Océanie           | 23 juillet 2022       | 9e             | 8                             | 2019                   | Phase de poules (1987, 1995, 1999, 2003, 2007, 2011, 2015, 2019)       |
| 20                     | Portugal         | Vainqueur du tournoi de repêchage           | 18 novembre 2022      | 2e             | 1                             | 2007                   | Phase de poules (2007)                                                 |

## Qualifications
Huit places sont à attribuer par le biais des qualifications continentales, puis d'un repêchage avec la répartition suivante, :
- 1 qualifié pour la zone Afrique  : Le vainqueur de la Rugby Africa Cup 2022, la Namibie participe directement à la compétition finale au titre d'Afrique 1 (poule A), tandis que le deuxième de ce tournoi, le Kenya dispute le tournoi de repêchage en tant que Afrique 2.
- 2 qualifiés pour la zone Amérique : Les qualifications s'organisent en deux zones regroupant les pays d'Amérique du Nord et d'Amérique du Sud.
  - Amérique 1 : Les deux vainqueurs s'affrontent en deux matchs pour la place qualificative Amérique 1. C'est finalement l'Uruguay qui l'emporte face aux États-Unis (1 victoire partout, 50 points à 34) et qui est qualifiée pour la Coupe du monde 2023.
  - Amérique 2 : Le perdant, les États-Unis, joue deux matchs contre le Chili, vainqueur du Canada lors de l'opposition entre les deuxièmes équipes des zones nord-américaines et sud-américaines. Le vainqueur est qualifié pour la Coupe du monde 2023 en tant que Amérique 2. Le perdant dispute le tournoi de repêchage en tant que Amérique 3.
- 2 qualifiés pour la zone Europe : Le classement cumulé des saisons 2020-2021 et 2021-2022 du Championnat international d'Europe de Rugby accorde deux places qualificatives, respectivement Europe 1 et Europe 2. Le troisième dispute le tournoi de repêchage en tant que Europe 3. Marquée par l'exclusion de l'équipe de Russie (en lien avec l'invasion de l'Ukraine par la Russie) et la déduction de points infligée à l'Espagne pour l'utilisation d'un joueur non éligible, la qualification désigne finalement la Géorgie et la Roumanie comme équipes qualifiées pour la Coupe du monde 2023 et le Portugal comme équipe qualifiée pour les repêchages[1].
- 1 qualifié pour la zone Océanie : Compte tenu de la qualification directe des Fidji due à leur performance lors de la coupe du monde 2019, la place qualificative Océanie 1 se joue sur un tour de qualification entre les deux derniers représentants océaniens de la Pacific Nations Cup, les Tonga et les Samoa. À l'issue des deux rencontres, les Samoa sont qualifiées pour la Coupe du monde 2023 en tant que Océanie 1.
- 1 qualifié par le barrage Asie/Océanie : 
  - Zone Asie : Hong-Kong, le vainqueur du Top 3 du Championnat d'Asie de rugby à XV 2021 est qualifié pour le barrage Asie/Océanie en tant que Asie 1.
  - Zone Océanie : Le perdant du match de qualification de la zone Océanie est opposé au vainqueur de la Coupe d'Océanie 2021, pour désigner le qualifié pour le barrage Asie/Océanie en tant que Océanie 2. La coupe d'Océanie 2021 étant annulée, ce sont les îles Cook, équipe la mieux classée parmi celles disputant la compétition, qui sont désignées pour affronter les Tonga qui remportent le match.
  - Le vainqueur du barrage Asie/Océanie est qualifié pour la Coupe du monde 2023 en tant que Asie/Océanie 1. Le perdant est qualifié pour le tournoi de repêchage en tant que Asie/Océanie 2.
- 1 qualifié par les repêchages : Le tournoi de repêchage oppose quatre équipes :

1. le finaliste de la Rugby Africa Cup 2022 (Afrique 2: Kenya) ;
2. le perdant du play-off de la zone Amériques (Amérique 3: États-Unis) ;
3. le perdant du barrage de la zone Asie/Océanie (Asie/Océanie 2: Hong Kong) ;
4. le troisième du tournoi de qualification de la zone Europe (Europe 3 : Portugal).

Le Portugal sort vainqueur du tournoi de repêchage et se voit qualifié pour la Coupe du monde 2023.

### Afrique
Le vainqueur de la Rugby Africa Cup 2022 se qualifie pour la Coupe du monde 2023, le second se qualifie pour le tournoi de repêchage.
La finale de la Rugby Africa Cup 2022, voit la victoire de la Namibie, qui se qualifie pour la coupe du monde 2023 en tant que Afrique 1. Le Kenya accède au tournoi de repêchage en tant que Afrique 2.
| 10 juillet 2022 | Namibie | 36 - 0 (15 - 0) | Kenya | stade Maurice-David, Aix-en-Provence |
| 10 juillet 2022 |         |                 |       | stade Maurice-David, Aix-en-Provence |
| 10 juillet 2022 |         |                 |       | stade Maurice-David, Aix-en-Provence |

### Amériques

#### Zone Amérique du Sud
| Rang | Nation  | J | V | N | D | Pm | Pe | Diff | Pts |
| ---- | ------- | - | - | - | - | -- | -- | ---- | --- |
| 1    | Uruguay | 2 | 2 | 0 | 0 | 54 | 23 | +31  | 9   |
| 2    | Chili   | 2 | 1 | 0 | 1 | 33 | 28 | +5   | 5   |
| 3    | Brésil  | 2 | 0 | 0 | 2 | 26 | 62 | -36  | 0   |

|  | Qualifié pour le Tour 3 en tant que Amérique du Sud 1 |
|  | Qualifié pour le Tour 4 en tant que Amérique du Sud 2 |

L'Uruguay en tant que vainqueur de la division est qualifié pour le Tour 3 ou play-off Amérique 1. Le Chili en tant que deuxième est qualifié pour le Tour 4 qui est qualificatif pour le Tour 5 ou play-off Amérique 2.

#### Zone Amérique du Nord
En Amérique du Nord, un match aller/retour oppose le Canada et les États-Unis. Le vainqueur va au tour 3 en tant que Amérique du Nord 1, tandis que le perdant va au tour 4 en tant que Amérique du Nord 2.
| 4 septembre 2021 | Canada | 34 - 21 | États-Unis | Saint-Jean de Terre-Neuve |
| 4 septembre 2021 |        |         |            | Saint-Jean de Terre-Neuve |
| 4 septembre 2021 |        |         |            | Saint-Jean de Terre-Neuve |

| 11 septembre 2021 | États-Unis | 38 - 16 | Canada | Glendale |
| 11 septembre 2021 |            |         |        | Glendale |
| 11 septembre 2021 |            |         |        | Glendale |

Les États-Unis gagnent 59-50 au cumul sur les deux matchs et affrontent l'Uruguay pour se qualifier à la coupe du monde. Le Canada doit affronter le Chili en barrage pour tenter de se qualifier au Tour 5.

#### Barrage
|  | Tour 3 - Play-off Amériques 1 | Tour 3 - Play-off Amériques 1 | Tour 3 - Play-off Amériques 1 | Tour 3 - Play-off Amériques 1 |            |    | Tour 4 - Barrages Amériques 2 | Tour 4 - Barrages Amériques 2 | Tour 4 - Barrages Amériques 2 | Tour 4 - Barrages Amériques 2 |  |  | Tour 5 - Play-off Amériques 2 | Tour 5 - Play-off Amériques 2 | Tour 5 - Play-off Amériques 2 | Tour 5 - Play-off Amériques 2 |
|  |                               |                               |                               |                               |            |    |                               |                               |                               |                               |  |  |                               |                               |                               |                               |
|  | 2 et 9 octobre 2021           | 2 et 9 octobre 2021           | 2 et 9 octobre 2021           | 2 et 9 octobre 2021           |            |    |                               |                               |                               |                               |  |  | 9 et 16 juillet 2022          | 9 et 16 juillet 2022          | 9 et 16 juillet 2022          | 9 et 16 juillet 2022          |
|  | 2 et 9 octobre 2021           | 2 et 9 octobre 2021           | 2 et 9 octobre 2021           | 2 et 9 octobre 2021           |            |    |                               |                               |                               |                               |  |  | 9 et 16 juillet 2022          | 9 et 16 juillet 2022          | 9 et 16 juillet 2022          | 9 et 16 juillet 2022          |
|  | États-Unis                    | États-Unis                    | 19                            | 15                            |            |    |                               |                               |                               |                               |  |  | 9 et 16 juillet 2022          | 9 et 16 juillet 2022          | 9 et 16 juillet 2022          | 9 et 16 juillet 2022          |
|  | États-Unis                    | États-Unis                    | 19                            | 15                            |            |    |                               |                               |                               |                               |  |  | 9 et 16 juillet 2022          | 9 et 16 juillet 2022          | 9 et 16 juillet 2022          | 9 et 16 juillet 2022          |
|  | Uruguay                       | Uruguay                       | 16                            | 34                            |            |    |                               |                               |                               |                               |  |  | 9 et 16 juillet 2022          | 9 et 16 juillet 2022          | 9 et 16 juillet 2022          | 9 et 16 juillet 2022          |
|  | Uruguay                       | Uruguay                       | 16                            | 34                            | États-Unis |    |                               |                               |                               |                               |  |  | 9 et 16 juillet 2022          | 9 et 16 juillet 2022          | 9 et 16 juillet 2022          | 9 et 16 juillet 2022          |
|  |                               |                               |                               |                               |            |    |                               |                               |                               |                               |  |  | 9 et 16 juillet 2022          | 9 et 16 juillet 2022          | 9 et 16 juillet 2022          | 9 et 16 juillet 2022          |
|  |                               |                               |                               |                               |            |    |                               |                               |                               |                               |  |  | 9 et 16 juillet 2022          | 9 et 16 juillet 2022          | 9 et 16 juillet 2022          | 9 et 16 juillet 2022          |
|  |                               |                               |                               |                               |            |    |                               |                               |                               |                               |  |  | 9 et 16 juillet 2022          | 9 et 16 juillet 2022          | 9 et 16 juillet 2022          | 9 et 16 juillet 2022          |
|  |                               | 2 et 9 octobre 2021           |                               |                               |            |    |                               |                               |                               |                               |  |  | 9 et 16 juillet 2022          | 9 et 16 juillet 2022          | 9 et 16 juillet 2022          | 9 et 16 juillet 2022          |
|  |                               |                               |                               |                               |            |    |                               |                               |                               |                               |  |  | 9 et 16 juillet 2022          | 9 et 16 juillet 2022          | 9 et 16 juillet 2022          | 9 et 16 juillet 2022          |
|  | États-Unis                    | États-Unis                    | 22                            | 29                            |            |    |                               |                               |                               |                               |  |  |                               |                               |                               |                               |
|  | États-Unis                    | États-Unis                    | 22                            | 29                            |            |    |                               |                               |                               |                               |  |  |                               |                               |                               |                               |
|  |                               |                               | Chili                         | Chili                         | 21         | 31 |                               |                               |                               |                               |  |  |                               |                               |                               |                               |
|  |                               |                               |                               |                               | 21         | 31 |                               |                               |                               |                               |  |  |                               |                               |                               |                               |
|  |                               |                               |                               |                               |            |    |                               |                               |                               |                               |  |  |                               |                               |                               |                               |
|  |                               |                               |                               |                               |            |    |                               |                               |                               |                               |  |  |                               |                               |                               |                               |
|  | Canada                        | Canada                        | 22                            | 24                            |            |    |                               |                               |                               |                               |  |  |                               |                               |                               |                               |
|  | Canada                        | Canada                        | 22                            | 24                            |            |    |                               |                               |                               |                               |  |  |                               |                               |                               |                               |
|  |                               |                               | Chili                         | Chili                         | 21         | 33 |                               |                               |                               |                               |  |  |                               |                               |                               |                               |
|  |                               |                               |                               |                               | 21         | 33 |                               |                               |                               |                               |  |  |                               |                               |                               |                               |
|  |                               |                               |                               |                               |            |    |                               |                               |                               |                               |  |  |                               |                               |                               |                               |
|  |                               |                               |                               |                               |            |    |                               |                               |                               |                               |  |  |                               |                               |                               |                               |
|  |                               |                               |                               |                               |            |    |                               |                               |                               |                               |  |  |                               |                               |                               |                               |
|  |                               |                               |                               |                               |            |    |                               |                               |                               |                               |  |  |                               |                               |                               |                               |

|  | Qualifié pour la coupe du monde       |
|  | Qualifié pour le tournoi de repêchage |

L'Uruguay l'emporte sur les Etats-Unis lors du Tour 3 et se qualifie pour la coupe du monde en tant que Amérique 1.
Le Chili l'emporte sur le Canada en barrages puis contre Etats-Unis au Tour 5. Il se qualifie pour la Coupe du monde 2023 en tant que Amérique 2, tandis que les États-Unis devront passer par le tournoi de repêchage en tant que Amérique 3.

### Asie
Le vainqueur du Top 3 du championnat d'Asie de rugby à XV 2022 est qualifié pour le barrage Asie/Océanie en tant que Asie 1. Il s'agit de Hong Kong. Il y affronte une équipe océanienne pour une qualification directe à la coupe du monde, le perdant étant qualifié pour le tournoi de repêchage.
|  | Tour préliminaire Asie | Tour préliminaire Asie | Tour préliminaire Asie | Tour préliminaire Asie |              |              | Finale Asie | Finale Asie | Finale Asie | Finale Asie |  |  | Barrage Asie/Océanie | Barrage Asie/Océanie | Barrage Asie/Océanie | Barrage Asie/Océanie |
|  |                        |                        |                        |                        |              |              |             |             |             |             |  |  |                      |                      |                      |                      |
|  |                        |                        |                        |                        |              |              |             |             |             |             |  |  | 23 juillet 2022      |                      |                      |                      |
|  |                        |                        |                        |                        |              |              |             |             |             |             |  |  |                      |                      |                      |                      |
|  |                        |                        |                        |                        |              |              |             |             |             |             |  |  |                      |                      |                      |                      |
|  |                        |                        |                        |                        |              |              |             |             |             |             |  |  |                      |                      |                      |                      |
|  |                        |                        |                        |                        |              |              |             |             |             |             |  |  |                      |                      |                      |                      |
|  |                        |                        |                        |                        |              |              |             |             |             |             |  |  |                      |                      |                      |                      |
|  |                        |                        |                        |                        |              |              |             |             |             |             |  |  |                      |                      |                      |                      |
|  |                        |                        |                        |                        |              |              |             |             |             |             |  |  |                      |                      |                      |                      |
|  |                        |                        |                        |                        |              |              |             |             |             |             |  |  |                      |                      |                      |                      |
|  |                        | 9 juillet 2022         |                        |                        |              |              |             |             |             |             |  |  |                      |                      |                      |                      |
|  |                        |                        |                        |                        |              |              |             |             |             |             |  |  |                      |                      |                      |                      |
|  | Tonga                  | Tonga                  | 44                     | 44                     |              |              |             |             |             |             |  |  |                      |                      |                      |                      |
|  | Tonga                  | Tonga                  | 44                     | 44                     | 4 juin 2022  |              |             |             |             |             |  |  |                      |                      |                      |                      |
|  |                        |                        | Hong Kong              | Hong Kong              | 22           | 22           |             |             |             |             |  |  |                      |                      |                      |                      |
|  | Corée du Sud           | Corée du Sud           | Hong Kong              | Hong Kong              | 22           | 22           | 55          | 55          |             |             |  |  |                      |                      |                      |                      |
|  | Corée du Sud           | Corée du Sud           |                        |                        |              |              |             |             |             |             |  |  |                      |                      |                      |                      |
|  | Malaisie               | Malaisie               | 10                     | 10                     |              |              |             |             |             |             |  |  |                      |                      |                      |                      |
|  | Malaisie               | Malaisie               | 10                     | 10                     | Corée du Sud | Corée du Sud | 21          | 21          |             |             |  |  |                      |                      |                      |                      |
|  |                        |                        |                        |                        | Corée du Sud | Corée du Sud | 21          | 21          |             |             |  |  |                      |                      |                      |                      |
|  |                        |                        | Hong Kong              | Hong Kong              | 23           | 23           |             |             |             |             |  |  |                      |                      |                      |                      |
|  |                        |                        |                        |                        | 23           | 23           |             |             |             |             |  |  |                      |                      |                      |                      |
|  |                        |                        |                        |                        |              |              |             |             |             |             |  |  |                      |                      |                      |                      |
|  |                        |                        |                        |                        |              |              |             |             |             |             |  |  |                      |                      |                      |                      |
|  |                        |                        |                        |                        |              |              |             |             |             |             |  |  |                      |                      |                      |                      |
|  |                        |                        |                        |                        |              |              |             |             |             |             |  |  |                      |                      |                      |                      |

|  | Qualifié pour la coupe du monde       |
|  | Qualifié pour le tournoi de repêchage |

### Europe
Un classement est établi en prenant en compte les résultats du Championnat international d'Europe 2020-2021 et ceux du Championnat international d'Europe 2021-2022. Les équipes terminant première et deuxième se qualifient directement pour la coupe du monde 2023 le troisième se qualifie pour le tournoi de repêchage.
| Rang | Pays     | J  | V | N | D | Pm  | Pe  | Diff | Pts |
| ---- | -------- | -- | - | - | - | --- | --- | ---- | --- |
| 1    | Géorgie  | 10 | 9 | 1 | 0 | 325 | 146 | +179 | 44  |
| 2    | Roumanie | 10 | 6 | 0 | 4 | 289 | 232 | +57  | 28  |
| 3    | Portugal | 10 | 5 | 1 | 4 | 335 | 237 | +98  | 26  |
| 4    | Espagne  | 10 | 6 | 0 | 4 | 334 | 244 | +90  | 19  |
| 5    | Russie   | 10 | 2 | 0 | 8 | 159 | 217 | -58  | 10  |
| 5    | Pays-Bas | 10 | 1 | 0 | 9 | 98  | 464 | -366 | 4   |

|  | Qualifiée pour la Coupe du monde       |
|  | Qualifiée pour le tournoi de repêchage |

La Géorgie est la première équipe à se qualifier pour le mondial grâce à sa victoire sur tapis vert face à la Russie. L'Espagne, qui avait initialement terminée deuxième, rétrograde à la quatrième place après s'être vu infligé 10 points de pénalités. Ce sont donc finalement la Roumanie et le Portugal qui se qualifient respectivement pour la coupe du monde 2023 et pour le tournoi de repêchage.

### Océanie
Les Fidji étant déjà qualifiés en tant que 3e de la poule D de la Coupe du monde 2019, il reste une place directement qualificative (Océanie 1) à attribuer entre les deux autres équipes océaniennes participant à la Pacific Nations Cup : les Tonga et les Samoa.
Le perdant affronte le vainqueur de la Coupe d'Océanie 2021 pour se qualifier pour le barrage Asie/Océanie en tant que Océanie 2. Il y affrontera une équipe asiatique pour une qualification directe à la coupe du monde, le perdant étant qualifié pour le tournoi de repêchage.
La Coupe d'Océanie 2021 n'ayant pas eu lieu, les îles Cook sont automatiquement qualifiées en tant qu'équipe ayant le meilleur classement à cette date.
|  | Play-off Océanie     | Play-off Océanie     | Play-off Océanie     | Play-off Océanie     |       |       | Éliminatoire Asie/Océanie | Éliminatoire Asie/Océanie | Éliminatoire Asie/Océanie | Éliminatoire Asie/Océanie |  |  | Barrage Asie/Océanie | Barrage Asie/Océanie | Barrage Asie/Océanie | Barrage Asie/Océanie |
|  |                      |                      |                      |                      |       |       |                           |                           |                           |                           |  |  |                      |                      |                      |                      |
|  | 2 et 17 juillet 2021 | 2 et 17 juillet 2021 | 2 et 17 juillet 2021 | 2 et 17 juillet 2021 |       |       | 24 juillet 2021           | 24 juillet 2021           | 24 juillet 2021           | 24 juillet 2021           |  |  | 23 juillet 2022      | 23 juillet 2022      | 23 juillet 2022      | 23 juillet 2022      |
|  | 2 et 17 juillet 2021 | 2 et 17 juillet 2021 | 2 et 17 juillet 2021 | 2 et 17 juillet 2021 |       |       | 24 juillet 2021           | 24 juillet 2021           | 24 juillet 2021           | 24 juillet 2021           |  |  | 23 juillet 2022      | 23 juillet 2022      | 23 juillet 2022      | 23 juillet 2022      |
|  | Samoa                | Samoa                | 42                   | 37                   |       |       | 24 juillet 2021           | 24 juillet 2021           | 24 juillet 2021           | 24 juillet 2021           |  |  | 23 juillet 2022      | 23 juillet 2022      | 23 juillet 2022      | 23 juillet 2022      |
|  | Samoa                | Samoa                | 42                   | 37                   |       |       | 24 juillet 2021           | 24 juillet 2021           | 24 juillet 2021           | 24 juillet 2021           |  |  | 23 juillet 2022      | 23 juillet 2022      | 23 juillet 2022      | 23 juillet 2022      |
|  | Tonga                | Tonga                | 13                   | 15                   |       |       | 24 juillet 2021           | 24 juillet 2021           | 24 juillet 2021           | 24 juillet 2021           |  |  | 23 juillet 2022      | 23 juillet 2022      | 23 juillet 2022      | 23 juillet 2022      |
|  | Tonga                | Tonga                | 13                   | 15                   | Tonga | Tonga | 54                        | 54                        |                           |                           |  |  | 23 juillet 2022      | 23 juillet 2022      | 23 juillet 2022      | 23 juillet 2022      |
|  |                      |                      |                      |                      | Tonga | Tonga | 54                        | 54                        |                           |                           |  |  | 23 juillet 2022      | 23 juillet 2022      | 23 juillet 2022      | 23 juillet 2022      |
|  |                      |                      | Îles Cook            | Îles Cook            | 10    | 10    |                           |                           |                           |                           |  |  | 23 juillet 2022      | 23 juillet 2022      | 23 juillet 2022      | 23 juillet 2022      |
|  |                      |                      |                      |                      | 10    | 10    |                           |                           |                           |                           |  |  | 23 juillet 2022      | 23 juillet 2022      | 23 juillet 2022      | 23 juillet 2022      |
|  |                      |                      |                      |                      |       |       |                           |                           |                           |                           |  |  | 23 juillet 2022      | 23 juillet 2022      | 23 juillet 2022      | 23 juillet 2022      |
|  |                      |                      |                      |                      |       |       |                           |                           |                           |                           |  |  | 23 juillet 2022      | 23 juillet 2022      | 23 juillet 2022      | 23 juillet 2022      |
|  | Tonga                | Tonga                | 44                   | 44                   |       |       |                           |                           |                           |                           |  |  |                      |                      |                      |                      |
|  | Tonga                | Tonga                | 44                   | 44                   |       |       |                           |                           |                           |                           |  |  |                      |                      |                      |                      |
|  |                      |                      | Hong Kong            | Hong Kong            | 22    | 22    |                           |                           |                           |                           |  |  |                      |                      |                      |                      |
|  |                      |                      |                      |                      | 22    | 22    |                           |                           |                           |                           |  |  |                      |                      |                      |                      |
|  |                      |                      |                      |                      |       |       |                           |                           |                           |                           |  |  |                      |                      |                      |                      |
|  |                      |                      |                      |                      |       |       |                           |                           |                           |                           |  |  |                      |                      |                      |                      |
|  |                      |                      |                      |                      |       |       |                           |                           |                           |                           |  |  |                      |                      |                      |                      |
|  |                      |                      |                      |                      |       |       |                           |                           |                           |                           |  |  |                      |                      |                      |                      |
|  |                      |                      |                      |                      |       |       |                           |                           |                           |                           |  |  |                      |                      |                      |                      |
|  |                      |                      |                      |                      |       |       |                           |                           |                           |                           |  |  |                      |                      |                      |                      |
|  |                      |                      |                      |                      |       |       |                           |                           |                           |                           |  |  |                      |                      |                      |                      |
|  |                      |                      |                      |                      |       |       |                           |                           |                           |                           |  |  |                      |                      |                      |                      |
|  |                      |                      |                      |                      |       |       |                           |                           |                           |                           |  |  |                      |                      |                      |                      |
|  |                      |                      |                      |                      |       |       |                           |                           |                           |                           |  |  |                      |                      |                      |                      |

|  | Qualifié pour la coupe du monde       |
|  | Qualifié pour le tournoi de repêchage |

### Repêchage
Le tournoi de repêchage est prévu du 6 au 18 novembre 2022, sur terrain neutre (à Dubaï) ; son vainqueur est le dernier qualifié pour la Coupe du monde 2023.
Les quatre équipes participantes sont issues des qualifications des zones Europe, Amériques, Afrique et Asie/Océanie :
- Afrique 2 :  Kenya
- Amérique 3 :  États-Unis
- Asie/Pacifique 2 :  Hong Kong
- Europe 3 :  Portugal

| Rang | Nation     | J | V | N | D | Bo | Bd | Pm  | Pe  | Diff | Pts |
| ---- | ---------- | - | - | - | - | -- | -- | --- | --- | ---- | --- |
| 1    | Portugal   | 3 | 2 | 1 | 0 | 2  | 0  | 143 | 30  | +113 | 12  |
| 2    | États-Unis | 3 | 2 | 1 | 0 | 2  | 0  | 133 | 37  | +96  | 12  |
| 3    | Hong Kong  | 3 | 1 | 0 | 2 | 0  | 0  | 43  | 109 | -66  | 4   |
| 4    | Kenya      | 3 | 0 | 0 | 3 | 0  | 1  | 32  | 175 | -143 | 1   |

|  | Qualifié pour la Coupe du monde 2023 |

Le vainqueur est qualifié pour la Coupe du monde (poule C).